# Westerpost
De Westerpost is een huis-aan-huisblad in Amsterdam en Haarlemmermeer dat elke woensdag verschijnt. '
De krant verscheen voor het eerst in 1952 vanuit Bos en Lommer en begon als 'Weekblad Slotermeer', in de toen nieuwe Tuinstad Slotermeer. Met de uitbreiding van de Westelijke Tuinsteden kwamen er ook edities in Geuzenveld, Slotervaart, Overtoomse Veld en Osdorp.
Eind jaren '60 nam redacteur Henk Kater het roer over als uitgever van de krant. In 1970 verandert de naam in de huidige 'Westerpost' en werd de uitgave verzorgd vanuit Osdorp. Ook komen er edities in Badhoevedorp en Zwanenburg in de Haarlemmermeer.
In de afgelopen zeventig jaar is de Westerpost steeds een belangrijke nieuwsbron geweest in Nieuw-West. Begin 2000 verhuisde de productie naar Lijnden in Haarlemmermeer. In december 2017 sloot de Westerpost zich aan bij 'Mediagroep Amsterdam', een samenwerkingsverband met vijf andere lokale nieuwsbladen in Amsterdam. In Januari 2018 ontstond er een samenwerkingsverband tussen de Mediagroep en uitgeverij Rodi Media. De Westerpost werkte samen met Rodi voor de verspreiding van het Nieuwsblad Haarlemmermeer die tussen 2017 en 2019 werd uitgegeven. Na het opheffen van Nieuwsblad Haarlemmermeer in de zomer van 2019 nam Rodi Media eind 2019 de Westerpost over en kwam de redactie van de Westerpost in dienst en onder beheer van Rodi. Hiermee stopte na 67 jaar de onafhankelijkheid van de Westerpost. 
De krant verschijnt sinds 15 juli 2020 in de huisstijl die Rodi hanteert bij alle lokale kranten die de uitgeverij in eigendom heeft en uitgeeft. 

## Verspreiding
Het verspreidingsgebied van de Westerpost bestaat per 1 januari 2021 uit 82.200 huishoudens. De krant wordt elke week op de woensdag verspreid en tijdens de zes weken schoolvakantie in juli en augustus om de twee weken. 
De krant wordt uitgegeven in de Amsterdamse wijken: Geuzenveld, Slotermeer, Bos & Lommer, Slotervaart, Overtoomse veld, Nieuw Sloten, Osdorp (incl. De Aker), Map en Sloten. Een aparte editie voor de gemeente Haarlemmermeer verschijnt in Badhoevedorp, Lijnden, Zwanenburg en Halfweg.